# Pandan (Antique)
Pandan è una municipalità di quarta classe delle Filippine, situata nella Provincia di Antique, nella Regione del Visayas Occidentale.
Pandan è formata da 34 baranggay:
- Aracay
- Badiangan
- Bagumbayan
- Baybay
- Botbot
- Buang
- Cabugao
- Candari
- Carmen
- Centro Norte (Pob.)
- Centro Sur (Pob.)
- Dionela

- Dumrog
- Duyong
- Fragante
- Guia
- Idiacacan
- Jinalinan
- Luhod-Bayang
- Maadios
- Mag-aba
- Napuid
- Nauring

- Patria
- Perfecta
- San Andres
- San Joaquin
- Santa Ana
- Santa Cruz
- Santa Fe
- Santo Rosario
- Talisay
- Tingib
- Zaldivar